# 有線寬頻
有線寬頻通訊有限公司（英語：i-CABLE Communications Limited，港交所：1097，OTCBB：ICABY
），簡稱有線寬頻，是香港的媒體公司，主要業務為提供電視廣播服務（有線寬頻開電視）、住宅固網電話、互聯網、多媒體服務、電視節目製作及藝人管理。

## 歷史
- 1992年7月，香港政府邀請收費電視牌照申請。
- 1993年6月，九倉有線電視獲發收費電視牌照，專營權12年。
- 1993年10月，九倉有線電視正式啟播，提供八個頻道，包括全港第一個24小時播放的廣東話新聞頻道。
- 1998年10月，九倉有線電視啟播五周年，易名為香港有線電視。
- 1999年11月，有線寬頻集團成立，於美國納斯達克及香港聯合交易所上市，而有線電視則成為其集團成員。當時招股定價為每股10.39港元，市值高達209.25億元。[2]。
- 2000年1月，獲發固網電訊服務牌照，同年3月，正式推出有線寬頻上網服務。
- 2001年2月，有線寬頻服務覆蓋一百萬戶家庭。
- 2001年8月，開展廣播數碼化工程。
- 2002年4月，有線電視全數碼新聞中心正式開幕。
- 2002年6月，獨家全程直播2002世界盃決賽周。
- 2003年7月，娛樂新聞台啟播。
- 2005年3月，進入電影製作行業，成立驕陽電影。同年7月，推出imusic網上音樂下載平台。
- 2006年6月，斥資億元鉅製「2006世界盃嘉年華」。
- 2007年6月，有線電視第一台成立，匯集新聞、電影、體育、最新財經消息、紀錄片及劇集等綜合節目。
- 2007年6月8日，集團撤銷在納斯達克之上市。
- 2007年10月，「有線寬頻專門店」正式開幕。
- 2008年夏季，有線體育獲國際奧委會首次批出的新媒體播映權，首次在互聯網上播映奧運盛事，打破地面電視數十年來獨佔奧運播映權的局面。同年，有線體育成功奪得由2009/10起連續三季的歐洲聯賽冠軍盃和歐洲足協盃、2010年2月於溫哥華舉行的冬季奧運會、2010年6月於南非舉行的世界盃、2010年11月在廣州舉行的第十六屆亞運，以及2012倫敦夏季奧運的獨家播映權。
- 2009年8月，推出全港畫面質素最佳的高清電視服務。
- 2009年11月，宣佈極受歡迎的英格蘭超級聯賽2010年8月至2013年5月的獨家播映權將回歸有線電視。
- 2010年1月15日，有線寬頻代表集團子公司奇妙電視向政府提交「香港本地免費電視節目服務牌照」申請書，營運以混合光纖同軸線網絡提供的二十四小時免費電視服務。
- 2018年12月6日，有線宣佈旗下間接全資附屬i-CABLE Network Operations Limited與中國移動香港訂立網絡發展協議，年期為20年。根據該協議，雙方同意下列非獨家商業安排：中移動香港以租賃方式使用集團網絡若干部分備用網絡資源及相關服務，並向中移動香港授出節目許可；以及於所協定工作範圍內向中移動香港提供初步網絡及系統建設服務；並為中移動香港建設若干電訊網絡基礎設施。[3]
- 2023年2月14日，有線寬頻停牌。而有線電視宣佈由於連年虧損，向通訊局申請提早6年交還收費電視牌照，結束30年的收費電視服務，於同年6月1日起終止傳送收費電視訊號。[4]而有線寬頻股價停牌前每股報4.9仙，在過去24年大跌98.3%。[5]
- 2024年1月18日，奇妙電視有限公司正式易名為有線寬頻開電視有限公司（英語：i-CABLE HOY Limited）。

### 股權易手
2008年起，有線寬頻連年虧蝕，2016年淨虧損便達3.13億元，公司多次傳出賣盤。2017年3月9日，九倉於其業績報告中表示，與有線寬頻潛在買家的商討已全部終止，並未達成出售協議。除現行由九倉提供的4億融資資金承擔外，九倉未來無意再增持有線股權及提供任何進一步資金承擔。
2017年4月20日，有線寬頻宣布以每三股供五股，發行33.53億新股，每股0.21港元，集資7.04億港元，由永升亞洲擔任供股包銷商，大股東九龍倉表明不會參與今次供股，同時將其持股加上貸款資本化後的股份，實物分派予其股東，九倉大股東會德豐同時宣佈將所得到的有線寬頻分派予其股東。預計其餘股東不參與供股，永升將最多佔有線54.02%股權，成為大股東，連同兩次分派，九龍倉、會德豐、吳光正家族，持股攤薄至6.76%、4.2%及9.1%。2017年5月29日，有線寬頻舉行特別股東大會，通過供股讓永升亞洲入主方案。
2017年9月12日，通訊事務管理局正式批准永升入股有線寬頻，持表決權股份約43.22%，符合《廣播條例》（第562章）及相關電視廣播牌照的各項規管要求。三日後的9月15日，永升完成入股有線寬頻，吳天海辭任執行董事、行政總裁及董事會主席，邱達昌和鄭家純分別任董事會主席及副主席，執行董事由邱達昌兒子邱華瑋擔任。
2021年11月，鄭家純向邱達昌及富力地產主席李思廉收購持有的永升權益，連同周大福企業持股，鄭氏持有永升股權升至86%，從而成為有線寛頻大股東。其後董事局改組，邱鄭互調董事會正副主席位置，執行董事改由鄭家純的外甥女婿曾安業擔任，邱氏相關董事最終於2023年5月退出有線寬頻。
不過公司虧蝕情況仍然嚴重，需要透過供股、向永升亞洲發債和尋求貸款來解決現金不足的問題，集團只靠電訊業務盈利支撐。而2018年起至2022年上半年累計虧損17.18億元，在2022年6月底只剩現金結餘6259.6萬元，並首錄股東虧絀7971.2萬元。

## 服務
- 家居共享寬頻上網服務（自2000年1月起）
- 商業客戶上網服務
- 住宅電話線（自2006年1月起）
- 2005年與九廣鐵路公司合作，於九廣東鐵（現東鐵綫）、九廣西鐵及馬鞍山鐵路的列車顯示屏播出有線新聞的片段，命名為「九鐵新聞直線」，提供有線新聞、財經、體育及娛樂新聞節目。
- 2008年3月，香港有線體育有限公司取得2009-2012年歐洲聯賽冠軍盃、歐洲足協盃（2009-2010年改制後稱歐霸盃足球聯賽）及歐洲超級盃所有媒體平台之獨家播映及展示權。
- 2009年，為全面提升上網的速度至130M，有線寬頻於2009年開始更換機樓儀器及各用戶的有線寬頻機。
- 2009年11月，有線寬頻公佈成功購得英超播映權。
- 2009年11月，香港有線新聞速遞有限公司成功連任為港鐵「新聞直線」獨家廣告總代理，為港鐵每日超過一百二十萬的東鐵綫、西鐵綫及馬鞍山綫乘客，提供有線新聞、財經、體育及娛樂新聞節目，其後因應港鐵購入新列車，有關服務擴展到觀塘綫及南港島綫。
- 2009年12月，有線寬頻成為「2010溫哥華冬季奧運會」（Vancouver 2010 Olympic Winter Games）香港區指定播映機構。
- 2010年，有線寬頻正式申請營辦免費電視牌照。
- 2010年3月，有線電視為2010年南非世界盃大會指定電視台，並以高清制式獨家直播64場世界盃決賽周賽事。
- 2010年8月，新的「高清英超最強組合」及「英超最強組合」正式投入市場，並提供「高清」及「標清」格式供客戶選擇。同年10月，有線電視進一步擴展旗下高清平台，新增高清204及高清205兩條高清頻道，連同原有的高清201、高清202及高清203，該台現有的高清頻道總數已達五條。
- 2011年4月，有線電視成功續得從2012年至2015年未來三個球季的「歐洲聯賽冠軍盃」（歐聯）及「歐霸盃足球聯賽」（歐霸）所有媒體平台之獨家播映權。
- 2012年1月，有線電視取得2012-2015年德國甲組足球聯賽香港區獨家播映權。
- 2012年1月，有線電視將會在高清204播出3D英超賽事。
- 2013年7月，香港有線體育有限公司取得2014年仁川亞運所有媒體播映權，繼1998年曼谷亞運、2002年釜山亞運、2006年多哈亞運、2010年廣州亞運後連續5屆獨家播放此項賽事。
- 2014年5月，有線寬頻宣佈，取得「2016歐洲國家盃」外圍賽及「2018 FIFA 世界盃」歐洲區外圍賽所有香港媒體獨家播映及展示權。
- 2014年8月，有線寬頻宣佈，與歐洲足協達成協議，有線續為2015年至2018年三屆「歐洲聯賽冠軍盃」（歐聯）在香港的獨家播映機構，播映權涵蓋電視、新媒體及移動平台等所有媒體。自2009/10年球季起直至2018年，有線將連續九屆獨家播映此項由歐洲頂級球會角逐的最崇高榮譽。
- 2018年起，與中國移動香港成為策略夥伴，當中利用有線寬頻的網絡及節目內容，向中國移動香港提供多項服務[12]
- 2020年代，因應港鐵在觀塘綫及港島綫引入新列車，「新聞直線」增加覆蓋範圍。

## 爭議與批評
有線寬頻自2000年起提供家居共享寬頻上網服務，以其低於其競爭對手的價格，曾成功成為香港的第二大寬頻網絡服務供應商（第一位是香港電訊網上行，現時第二位為香港寬頻），但因有線寬頻經常被客戶投訴，以不良銷售手法達成合約，同時客戶服務熱線曾因線路太繁忙而備受批評。有線其後被指透過多次單方面修改合約，降低用戶的上網速度，以致用戶流失，市場佔有率不升反跌，其市場位置更被香港寬頻及和記環球電訊等後起公司瓜分。
面對有關投訴，由於合約包括寬頻電訊及收費電視兩項服務，當時橫跨不同機構規管，電訊管理局與廣播事務管理局均束手無策。電訊局稱收費電視不屬《電訊條例》監管範圍；廣管局指《廣播條例》未有規管收費電視的銷售手法及續約問題，收到投訴後只能交回有線處理，即使兩者2012年合併為通訊事務管理局後，仍未有改善，形成三輸局面。最終2014年9月出現男子持刀闖入有線電視大樓求見管理層商討合約事直不果後，男子斬傷保安員的事件，引起公憤。導致事後有線一方於網頁上放置取消服務表格，方能平息爭議。

## 董事會成員及行政階層人物
| 董事會成員                        | 董事會成員                        | 董事會成員                | 董事會成員                    |
| --------------------------------- | --------------------------------- | ------------------------- | ----------------------------- |
| 鄭家純 （董事會主席、非執行董事） | 曾安業 （董事會副主席、執行董事） | 李國恒 （執行董事）       | 杜之克 （行政總裁兼執行董事） |
| 陸偉棋 （執行董事）               | 吳旭苿 （非執行董事）             | 林健鋒 （獨立非執行董事） | 郭子健 （財務總裁及公司秘書） |
| 胡曉明 （獨立非執行董事）         | 陸觀豪 （獨立非執行董事）         | 湯聖明 （獨立非執行董事） |                               |

## 外部連結
- 有線寬頻通訊有限公司官方網站 （页面存档备份，存于）
- 有線寬頻 （页面存档备份，存于）
- 有線寬頻i-cable Facebook 官方專頁 （页面存档备份，存于）
- 有線寬頻i-cable YouTube Channel （页面存档备份，存于）